# ان‌دی‌ای (ترانه)
«ان‌دی‌ای» (انگلیسی: NDA؛ سرنام «پیمان‌نامه عدم افشا» انگلیسی: non-disclosure agreement) ترانه‌ای است که خوانندهٔ آمریکایی بیلی آیلیش ضبط کرده‌است. این ترانه در ۹ ژوئیه ۲۰۲۱ از طریق اینترسکوپ رکوردز و دارک‌روم به عنوان پنجمین تک‌آهنگ از دومین آلبوم استودیویی آیلیش، خوشحال‌تر از همیشه (۲۰۲۱) منتشر شد. این ترانه را آیلیش و برادرش فینیس اوکانل نوشتند و توسط فینیس تهیه‌کنندگی شد. «ان‌دی‌ای» در مورد نبرد آیلیش با شهرت و حفظ حریم خصوصی، و همچنین در مورد روابط او صحبت می‌کند. موزیک ویدئو ترانه به کارگردانی آیلیش، او را تنها در جاده‌ای بیابانی که در حال قدم زدن است و ماشین‌ها دور او می‌چرخند نشان می‌هد.
این تک‌آهنگ در بسیاری از کشورها از جمله بیلبورد هات ۱۰۰ ایالات متحده در جایگاه ۲۰تای برتر جدول قرار گرفت. «ان‌دی‌ای» در جدول بیلبورد گلوبال ۲۰۰ نیز به شمارهٔ ۲۰ رسید.